# Chayère

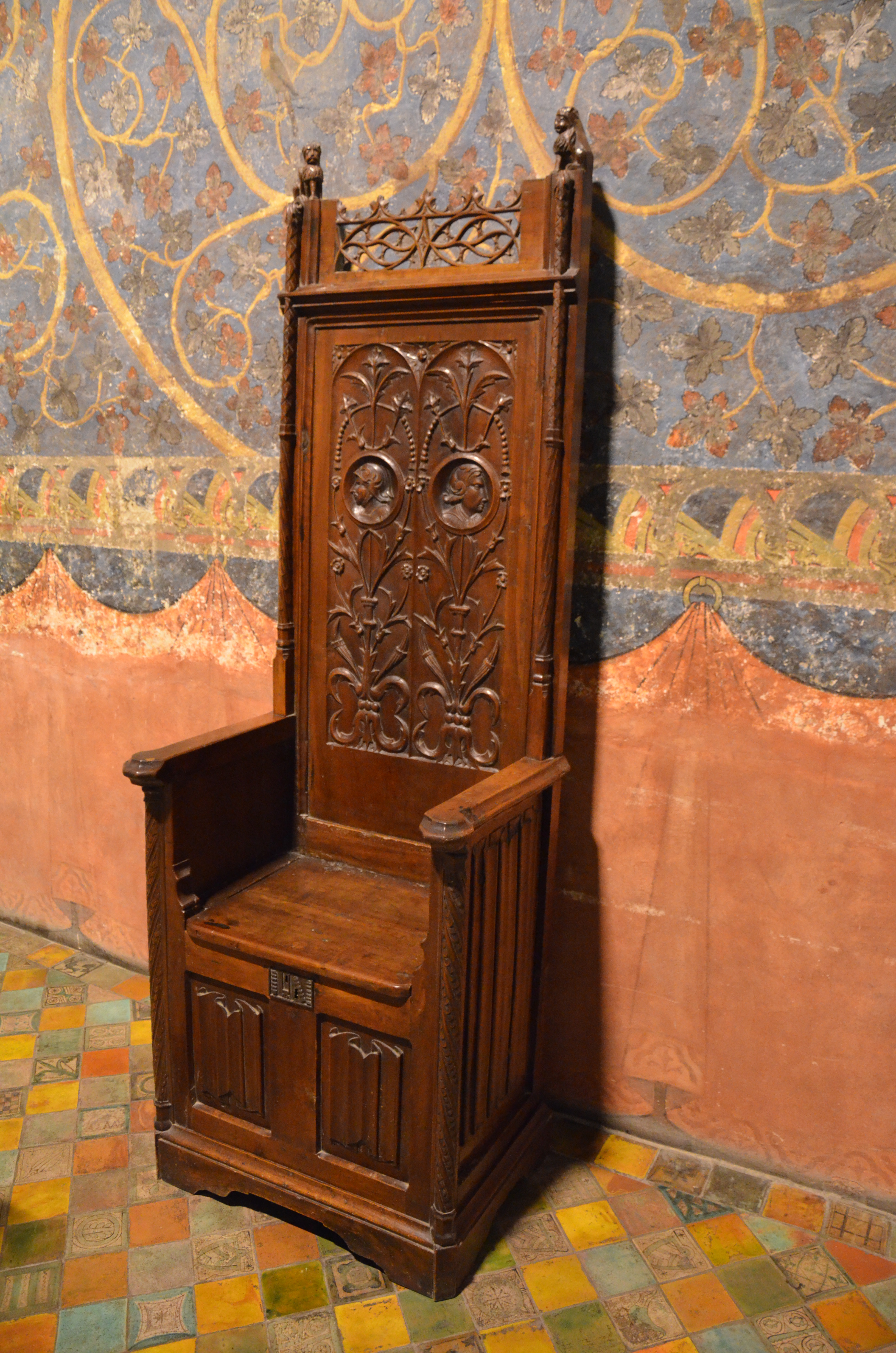
Cathèdre du palais des papes d'Avignon

Une chayère est un siège du XIIe siècle, d'abord réservé aux rois, seigneurs et dignitaires civils puis aux ecclésiastiques (on l'appelle alors « cathèdre »). Il comporte un marchepied et, en guise de décoration, des oculus et des arcades. Au XIIIe siècle, elle se transforme progressivement en chaire.